# 埃爾比希亞
埃爾比希亞是委內瑞拉的城鎮，由梅里達州負責管轄，位於該國西部，面積683平方公里，最高點海拔高度130米，每年平均降雨量約1,300毫米，2001年人口194,084。

## 外部連結
- Alcaldia del Municipio Alberto Adriani （页面存档备份，存于）